# メロウェダム
メロウェダム（アラビア語: سد مروي, 英語: Merowe Dam）とは、スーダン国内のナイル川にある水力発電用ダム。白ナイル川と青ナイル川の合流点であるハルツームから北に350 km離れたメロウェにあり、1,250メガワットの発電能力を保持する。

## 概要
英埃領スーダンやモハメド・アン＝ヌメイリの時代にも何度か計画されるも、21世紀になって中華人民共和国の援助で完成した。外見は、延長9,300m最大堤高65mという堤防に近い外見である。

## 工事
コンサルティングは、ドイツのラーメイヤ・インターナショナル社が、工事本体は、中国水利電力対外公司と中国水利水電建設集団公司が受注し、2003年に建設に着手、2005年にはコンクリート打設も始まった。2009年に完成。

## 影響

### 反対運動
ダムの湛水敷きには約50,000人が居住していたとされ、スーダンのオマル・アル＝バシール大統領は半ば強制的に移住を進めたため、内外からの批判を受けている。2006年4月には。湛水域の住民が移住計画に反発して暴徒化。警官隊と衝突して死者を出す騒ぎとなった。このため、2008年の完成予定は、翌年にずれ込んだ。
また、クシュ王国の遺跡への影響からかつてエジプトのガマール・アブドゥル＝ナーセル大統領の推し進めたアスワン・ハイ・ダムと同様に計画に協力する考古学者を環境や人権面から非難する声もあがった。